# Bliss Carman
Bliss Carman (Fredericton, Nova Brunswick, 15 d'abril de 1861 - New Canaan, Connecticut, 8 de juny de 1929) va ser un poeta canadenc en llengua anglesa pertanyent al postromanticisme.

## Obres
- Low Tide on Grand Pré (‘Marea baixa a Grand Pré’, 1893)
- Ballads of Lost-Heaven (‘Balades de Port-perdut’, 1897)
- Songs from Vagabondia (‘Cants de Vagabondia’, 1894)
- Ballads and Lyrics (1902)
- Poems (1904 i 1931)